# Napoleonaea

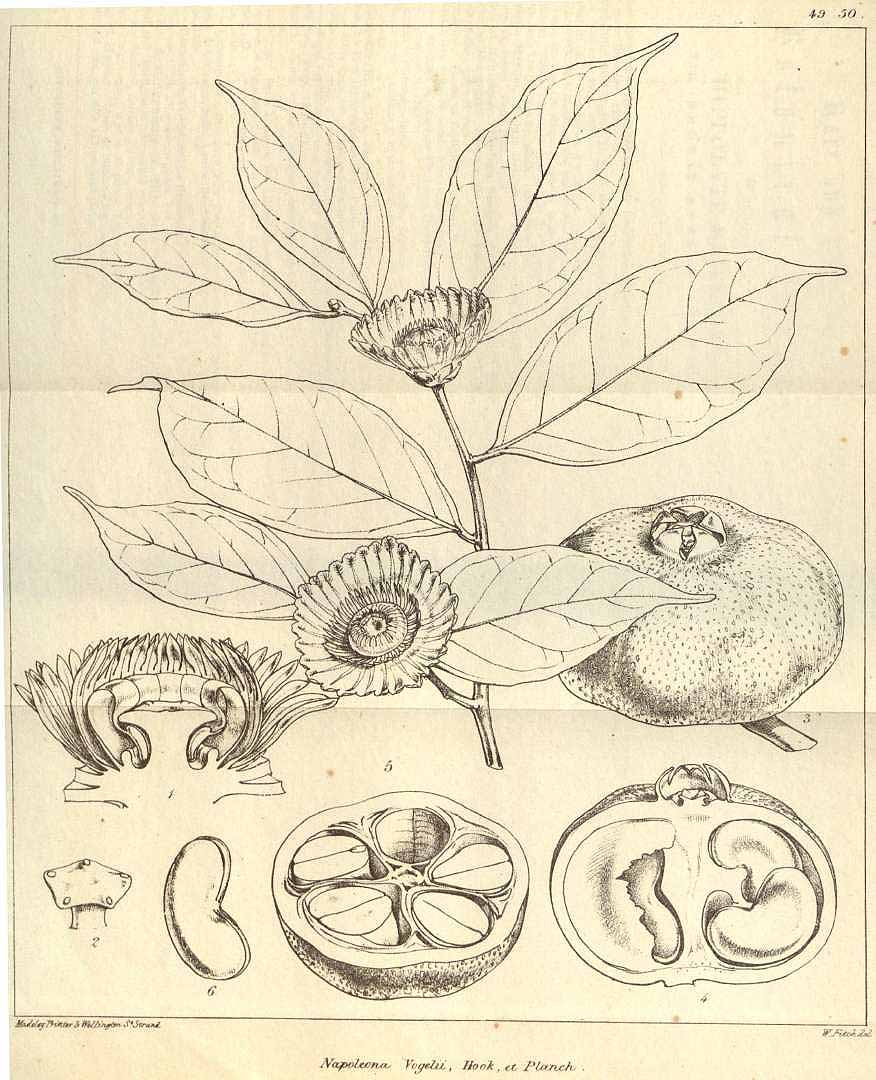
Illustration von Napoleonaea vogelii

Napoleonaea ist eine Gattung von Gehölzen in der Familie der Lecythidaceae aus West- und Zentralafrika.

## Beschreibung
Die Arten wachsen als immergrüne Bäume oder Sträucher. Die einfachen Laubblätter sind wechselständig, ganzrandig oder gesägt. Nebenblätter fehlen.
Die ungewöhnlichen und großen Blüten sind zwittrig und fünfzählig mit doppelter Blütenhülle. Sie erscheinen achselständig und meist einzeln oder in Rispen sowie in kauli- oder ramifloren Büscheln. Es sind bis zu 6 klappige Kelchblätter, mit außen zwei Drüsen, vorhanden, die bis zu 40 Kronblätter (Corona, Pseudocorolla) sind verwachsen und gefaltet. Die Staubblätter stehen in drei Kreisen, die äußeren zwei sind bandförmig und steril (Staminodien), innen sind 20 eingefaltete, in 5 Vierergruppen, mit bandförmigen Staubfäden, 10 Antheren sind größer und fertil als die alternierenden sterilen. Die einthekigen Antheren liegen unter der Narbe beim Griffel. Der Griffel ist kurz mit großer, eckiger Narbe. Der fünfkammerige Fruchtknoten ist unterständig. Es ist ein Diskus vorhanden.
Es werden Steinfrüchte mit bis zu 10 Samen gebildet.
Bestäuber sind kleine Fransenflügler.

## Taxonomie
Die Erstbeschreibung erfolgte 1804 durch Ambroise Marie François Joseph Palisot de Beauvois in Napoléone: 1. Der Gattungsname ehrt Kaiser Napoleon Bonaparte.

## Arten
Es gibt etwa 17 Arten:
- Napoleonaea alata Jongkind: Aus Guinea, Liberia und Sierra Leone.
- Napoleonaea angolensis Welw.: Aus Angola, Kamerun, Republ. Kongo, Äquatorialguinea, Gabun, Nigeria, Kongo.
- Napoleonaea beninensis Jongkind: Aus Benin, Ghana, Elfenbeinküste, Nigeria, Togo.
- Napoleonaea cuneata Jongkind: Aus Gabun.
- Napoleonaea egertonii Baker f.: Aus Kamerun, Gabun, Nigeria.
- Napoleonaea gabonensis Liben: Aus Gabun.
- Napoleonaea gossweileri Baker f.: Aus Angola, Sambia, Kongo.
- Napoleonaea heudelotii A.Juss.: Aus Burkina Faso, Guinea, Liberia, Sierra Leone.
- Napoleonaea imperialis P.Beauv.: Aus Benin, Nigeria.
- Napoleonaea leonensis Hutch. & Dalziel: Aus Guinea, Liberia und Sierra Leone.
- Napoleonaea lutea Baker f. ex Hutch. & Dalziel: Aus Nigeria.
- Napoleonaea mannii Miers: Nur auf Inseln im Golf von Guinea.
- Napoleonaea reptans Baker f. ex Hutch. & Dalziel: Aus Nigeria.
- Napoleonaea sapoensis Jongkind: Aus Liberia.
- Napoleonaea septentrionalis Liben: Aus der Zentralafrikanische Republik, Repub. Kongo, Gabun, Kongo.
- Napoleonaea talbotii Baker f.: Aus Kamerun, Repub. Kongo, Gabun und Nigeria.
- Napoleonaea vogelii Hook. & Planch.: Aus Ghana, Guinea, der Elfenbeinküste, Liberia und Sierra Leone bis in den Kongo und nach Angola.